# 泰东运河
泰东运河，也作泰东河，是中華人民共和國江苏省中部地区南北走向的一条人工河道，南起泰州市，北至东台市，全场km。规划为一条南北水利水运骨干国家标准III级航道。向北引长江水100秒立米。